# Mauser svedesi
Con Mauser svedesi ci si riferisce a una famiglia di fucili a otturatore girevole-scorrevole basati su una variante migliorata del M93 modificata per usare la munizione 6,5 × 55 mm S e con alcune peculiarità richieste dalla Svezia. La famiglia include quattro varianti principali: m/1894 (karbin), m/1896 (lång gevär), m/1938 (kort gevär) e m/1941 (prickskyttegevär). La produzione domestica in Svezia cominciò nel 1898 alla Carl Gustafs stads Gevärsfaktori di Eskilstuna.
Tutti i Mauser svedesi erano camerati per la munizione 6,5 × 55 mm S e tutte le armi venivano testate con un singolo azionamento di una munizione appositamente calibrata per sviluppare 455 MPa di pressione (65.992 psi). I Mauser svedesi furono prodotti, nel loro ciclo vitale da tre fabbriche situate in due diversi paesi: la Waffenfabrik Mauser AG di Oberndorf am Neckar in Germania e dalla Carl Gustafs stads Gevärsfaktori e Husqvarna Vapenfabriks Aktiebolag in Svezia. Nonostante la produzione nelle due nazioni, tutti i fucili venivano prodotti con una speciale lega di acciaio (ferro, carbonio, nichel, rame e vanadio) fornita direttamente dalla Svezia e rinomata per la sua eccezionale resistenza meccanica e alla corrosione.
Questi fucili, come tutti i fucili Mauser antecedenti al M98, non presentano il terzo tenone di chiusura e armano in chiusura (analogamente a quanto accade nel coevo Lee-Enfield) invece che in apertura (come sarà il Gewehr 98 e i vari fucili che seguiranno). Il mirino posteriore è tarato per la munizione 6,5 × 55 mm S da 300 fino a 2.000 m in incrementi di 100 m.

## Gevärm/1892 -Karbinm/1892
Un fucile e una carabina furono sottoposti all'esame della commissione militare svedese nel 1892 e presentavano una combinazione delle migliori caratteristiche di altri fucili europei e non, tra cui meritano menzione M.le 1889 (Belgio), M1890 (Turchia) e M1891 (Argentina). Uno degli esemplari è camerato per la munizione danese 8 × 58 mm R. Un altro esemplare è conservato presso il museo all'Aberdeen Proving Ground nel Maryland.

## Karbinm/1894

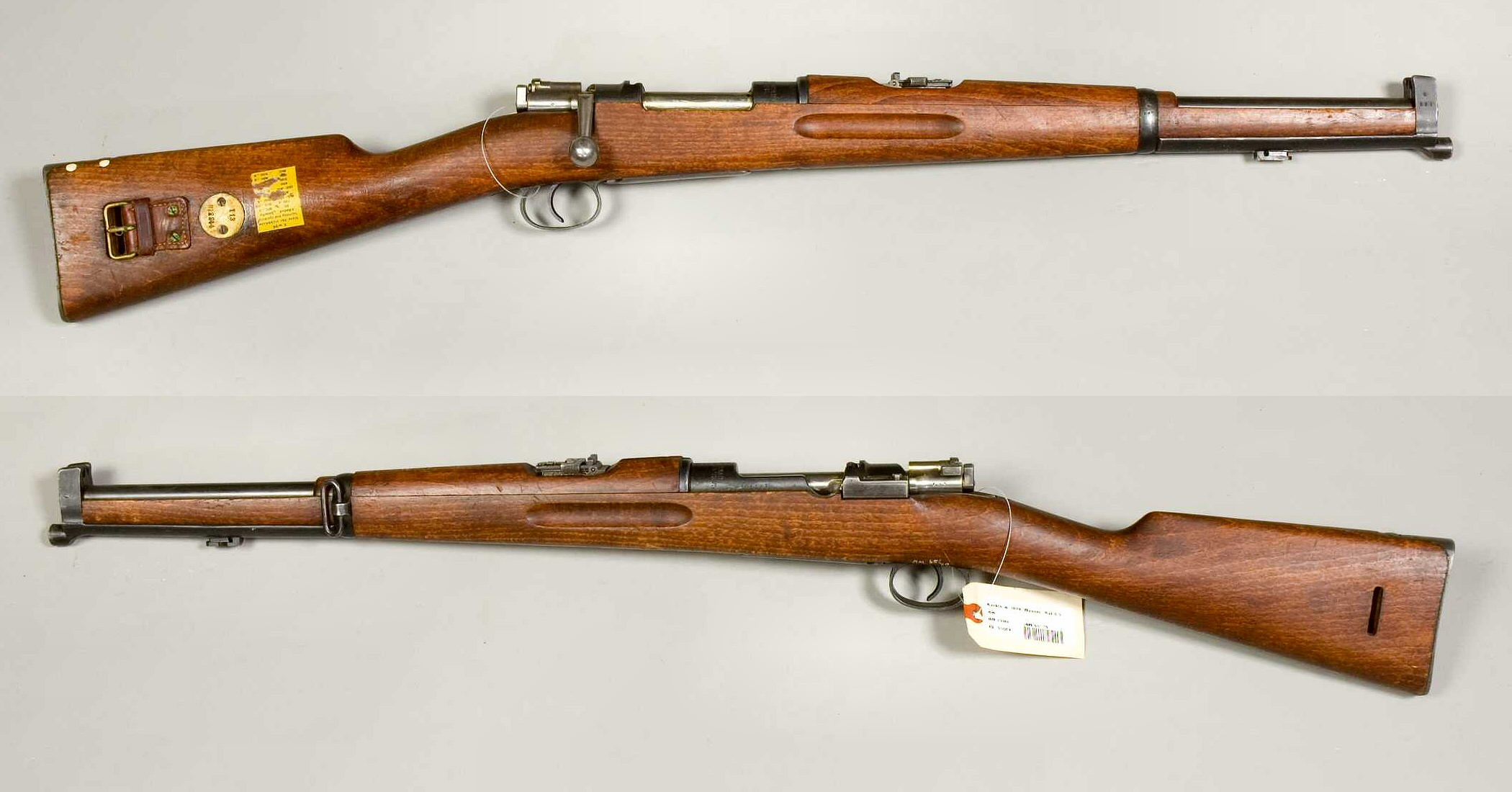
6,5 mm Karbin m/1894-14

La Karbin m/1894 fu adottata nel 1894 con un primo lotto di 12.000 fucili prodotti dalla Waffenfabrik Mauser di Oberndorf am Neckar, Germania. Questa produzione è databile interamente al 1895, ma alcuni castello prodotti dalla Ludwig Loewe e dalla DWM nello stesso anno sono visibili in fucili m/1896 assemblati con parti avanzate negli anni seguenti.
La produzione su licenza in Svezia cominciò nel 1896. L'avvio della produzione in Svezia è particolarmente interessante in quanto fu l'evento che portò all'invenzione da parte di Carl Edvard Johansson del blocchetto pianparallelo. La produzione in Svezia continuò a ritmo irregolare fino al 1918. Alcuni esemplari, molto rari, furono prodotti con datazione 1929 e 1932. Il seriale più alto al 1918 risultava il 111.002. Il numero più alto in generale per il modello m/1894 è 113.150 ed è datato 1932. Mancano completamente castelli marcati con gli anni 1902, 1905, 1908, 1909, 1910, 1911, 1912 e 1913. Si potrebbe quindi dedurre che il numero di questi fucili prodotti in Svezia tra il 1918 e il 1932 sia di appena 2.150 esemplari.
La Mauser produsse circa 12.000 carabine tra il 1894 e il 1896, a cui vanno aggiunti altri 115.000 esemplari prodotti dalla Carl Gustafs Stads Gevärsfaktori tra il 1895 e il 1933, per un totale di 127.000 pezzi.
Varie carabine sono andate perdute a seguito della loro conversione in armi di calibro più piccolo per il mercato sportivo o per l'addestramento delle truppe. Altre ancora sono andate perse negli anni '60, quando vennero usate come base per la costruzione dei nuovi fucili sportivi m/63.
Le varianti più comuni a oggi sono:
- m/1894-14: questa variante presenta una sezione frontale in metallo, con canna a raso e attacco per la baionetta sporgente sul davanti, molto simile a quanto visto nei Lee Enfield N°1 Mk. III. Questa versione prevedeva il montaggio di due distinte baionette: la m/1914 fu la più diffusa, ma a questa si affiancò l'anno seguente la m/1915, ben più lunga e con la lama rivolta verso l'alto una volta montata.
- m/1804-67: questa variante nacque dalla necessità di adattare il fucile alla vecchia baionetta Yatagan m/1867. Le alterazioni si riducevano ad uno scanso scavato nel frontale in metallo e all'aggiunta di un ulteriore punto di aggancio sulla canna. Il numero di esemplari prodotti non è noto con certezza, ma probabilmente inferiore a 100.
- Skolskjutningskarbin (letteralmente 'carabina per il tiro scolastico'): questa variante fu prodotta per l'addestramento dei ragazzi nelle scuole e tutti gli esemplari sono stampigliati con la data 1901. Le armi sono riconoscibili perché il seriale è preceduto da una S, con una produzione che parte da S.1 e arriva almeno fino a S.1161. Gli anelli per la cinghia sono agganciati sul lato inferiore della cassa come nel successivo modello m/1896 e non è presente un attacco per la baionetta. Molte di queste armi furono riconvertite in seguito in carabine m/1894-14 quando non CG 63).
- Kammarkarbin (letteralmente 'carabina da galleria'): una variante riconoscibile dal prefisso K davanti al seriale, con il numero più alto noto pari a K.193 (al momento in mani private negli Stati Uniti). Altre caratteristiche uniche sono la calciatura pitturata di nero e il passo di rigatura quattro volte più rapido rispetto al normale (necessario a stabilizzare la munizione speciale di questa variante). Le date sui castello sono sempre 1898 o 1901.
- m/1894-96: altra variante i cui numeri e date di produzione non sono noti con certezza. La carabine è praticamente identica al m/1894 tranne che per il posizionamento degli anelli per la cinghia, situati nel lato inferiore della cassa e con l'anteriore spostato verso la guardia grilletto.

I fucili m/84 sono ancora in servizio presso la Guardia Reale del Palazzo di Stoccolma.

## Gevärm/1896

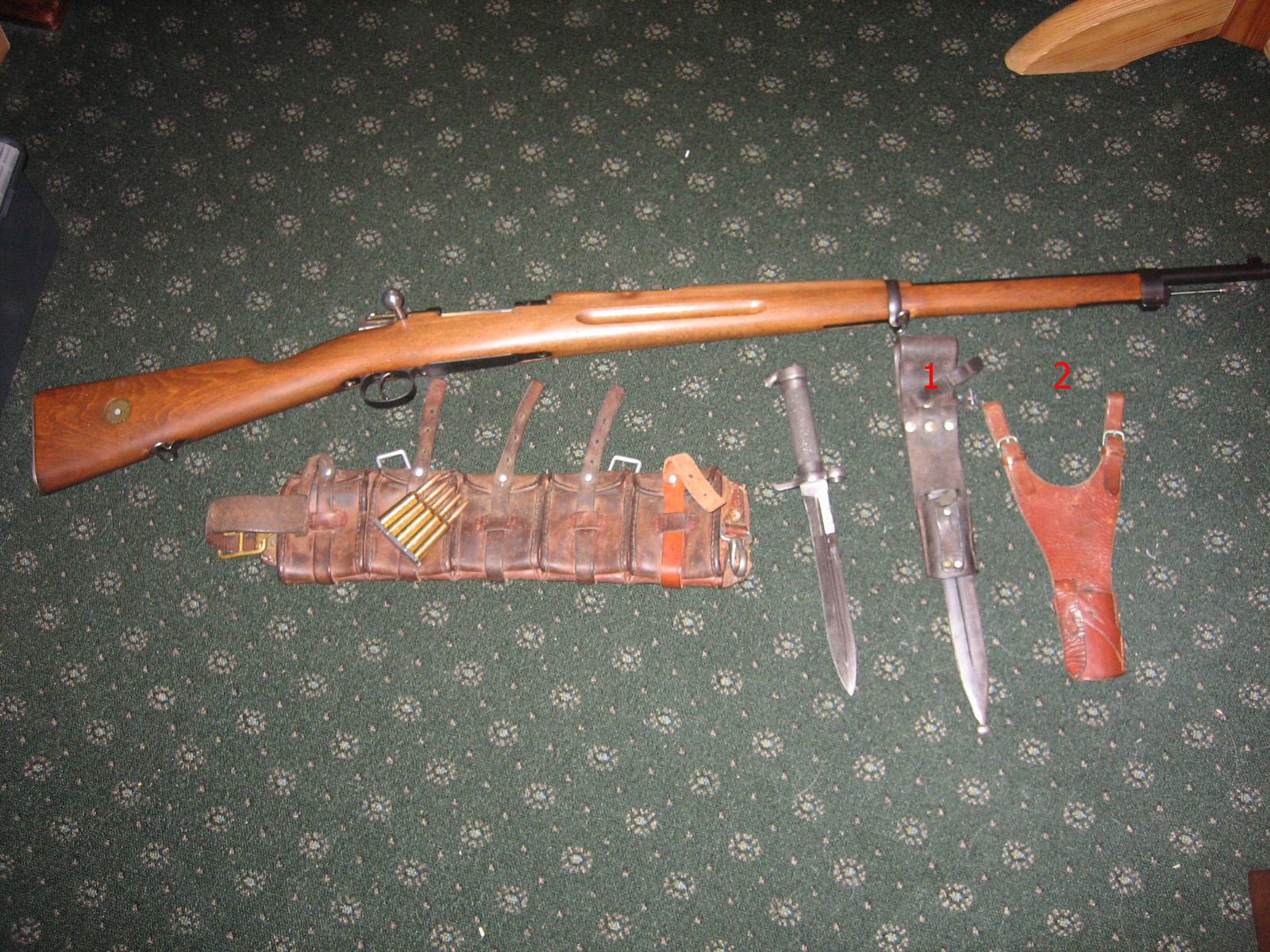
Gevär m/1896 con baionetta, due foderi e giberna per le munizioni

Il fucile m/1896 fu adottato nel 1896 per le forze di terra, andando a rimpiazzare i Remington M1867/89 camerati per la munizione danese 8 × 58 mm R. La produzione in Svezia (sotto licenza) iniziò nel 1898 alla Carl Gustafs, ma la Mauser continuò a produrre e fornire armi fino al 1900 a causa dei ritardi nel fornire i macchinari di produzione.
La normale produzione alla Carl Gustafs continuò senza interruzioni fino al 1925, ma ulteriori 18.000 fucili vennero prodotti dalla Husqvarna Vapenfrabriks AB durante la Seconda guerra mondiale per addestrare i civili.
La Mauser produsse circa 40.000 fucili tra il 1899 e il 1900, la Carl Gustafs Stads Gevärsfaktori altri 475.000 tr il 1896 e il 1932 e la Husqvarna Vapenfabriks AB gli ultimi 20.000 tra il 1942 e il 1944 per un totale complessivo di 535.000 fucili.

## Gevärm/1938

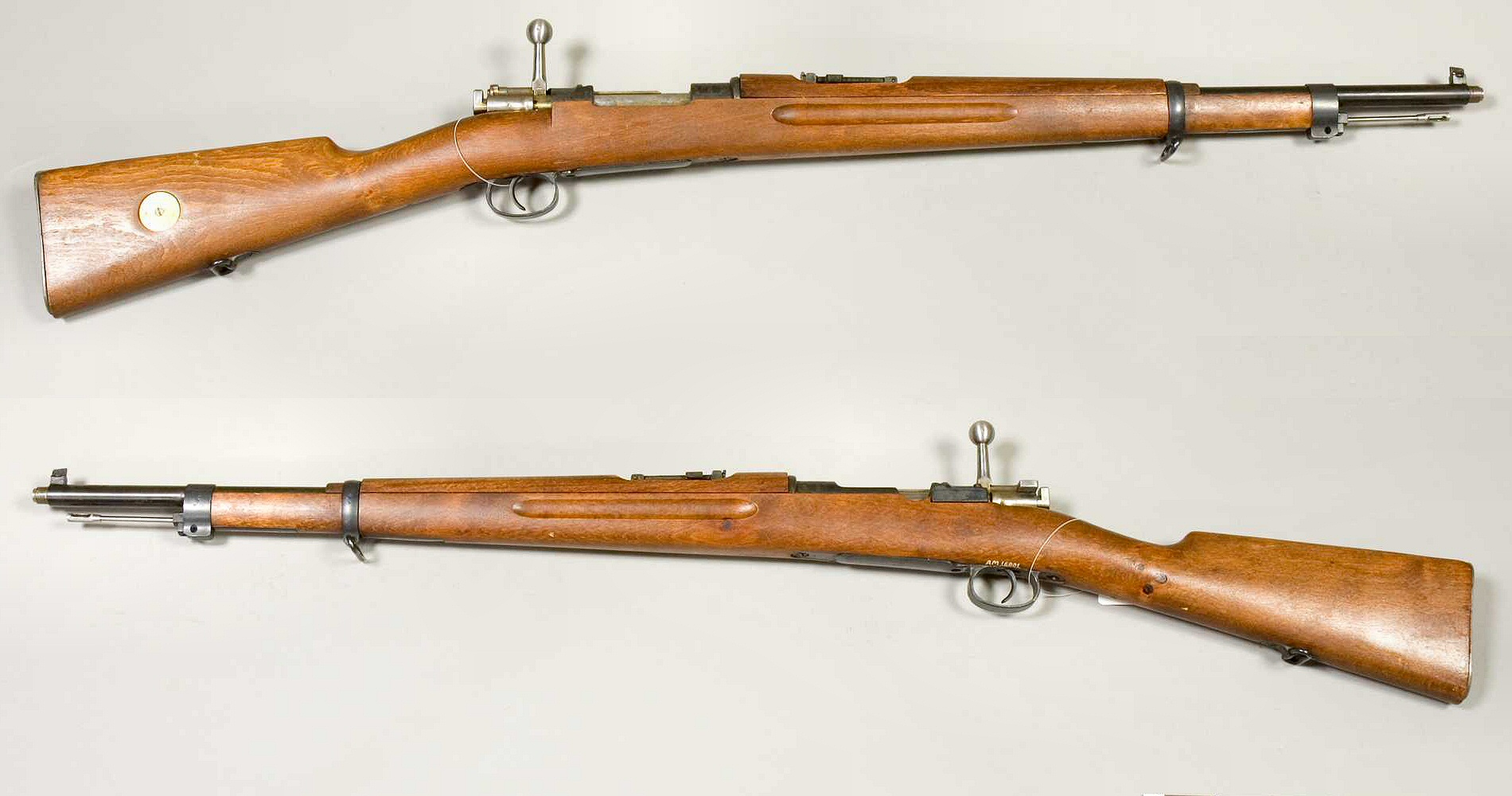
Gevär m/1938, variante accorciata del m/1896 prodotta negli anni 1938-1940

Il fucile m/38 fu adottato nel 1938 in un contesto dove tutti gli eserciti stavano passando dai normali fucili a delle armi a metà tra il fucile e la carabina da cavalleria. I fucili dell'epoca, tra cui meritano menzione M1903 Springfield, Lee-Enfield, K98k e MAS 36, erano decisamente più corti delle armi comuni del XIX secolo.
I primi fucili (tipo I) erano ottenuti semplicemente tagliando le canne degli m/86 di 139 mm e mantenevano la manetta di armamento classica. Sebbene non vi fosse una vera e propria designazione, oggi questi fucili vengono colloquialmente definiti m/96-38. La maggior parte degli m/38 prodotti ex-novo (tipo II) presentavano la manetta di armamento curva e furono prodotti dalla Husqvarna Vapenfabriks AB fino al 1944. Tuttavia, l'esercito svedese non fece mai distinzione tra le due tipologie.
La Carl Gustafs Stads Gevärsfaktori convertì 55.080 m/96 tra il 1938 e il 1940. A questi vanno aggiunti 88.150 fucili prodotti dalla Husqvarna Vapenfabriks AB tra il 1942 e il 1944 per un totale finale di 143.230 esemplari.

## Prickskyttegevarm/1941 -Prickskyttegevarm/1941B

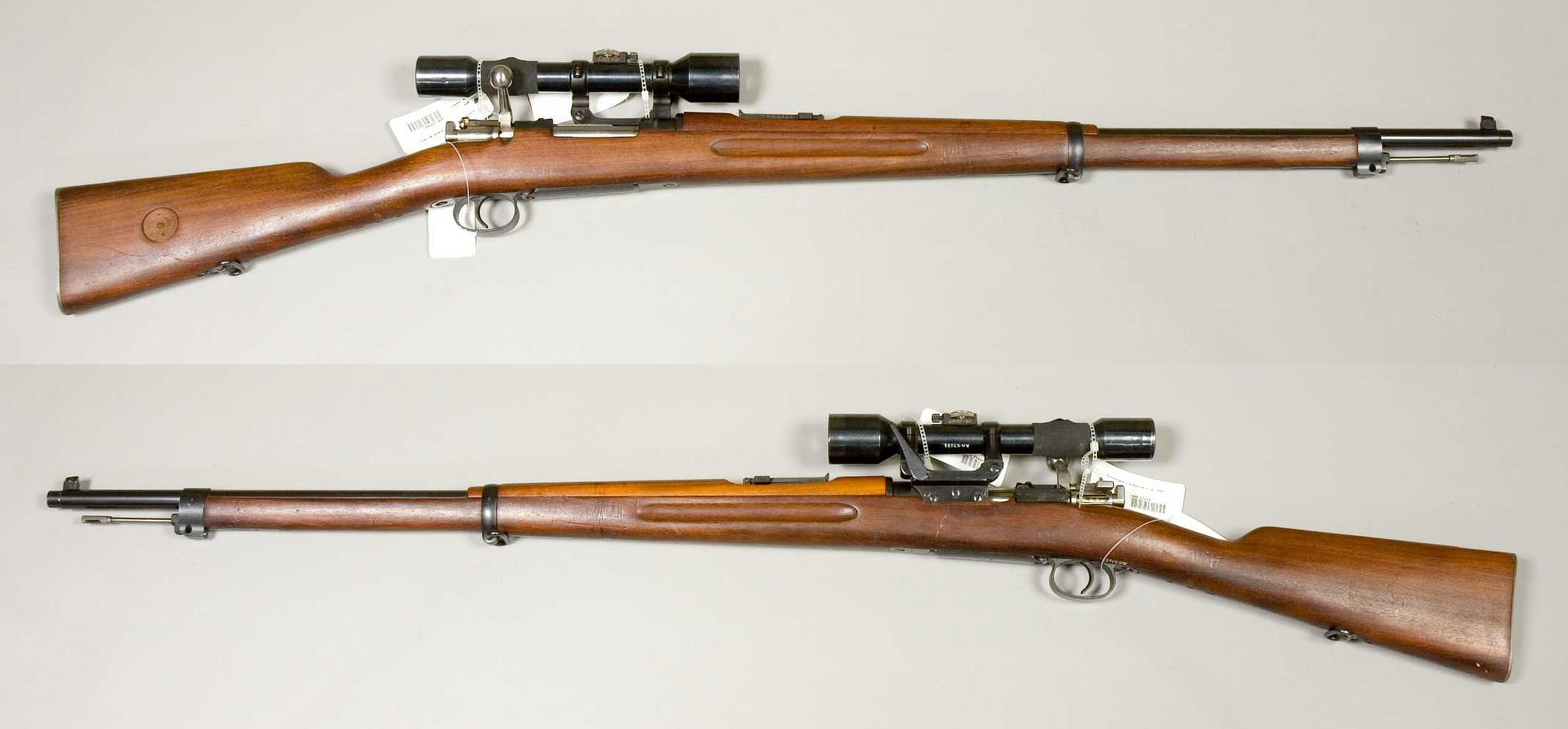
Gevär m/1941 con ottica telescopica

Gli m/1896 più precisi venivano scelti per fungere da fucili di precisione, nelle due varianti m/1941 e m/1941B, equipaggiati inizialmente con ottiche telescopiche tedesche AJACK m/41 4×. Con il progredire della guerra, tuttavia, la Germania interruppe le forniture di ottiche alla Svezia, con la conseguenza che la Svezia cominciò a produrre due ottiche autonomamente, denominate AGA 3× m/42 e AGA 3× m/44 (entrambe prodotte dalla Svenska Ackumulatorfabriken Jungner).
La Carl Gustafs Stads Gevärsfaktori convertì 5.000 fucili m/86 accuratamente selezionati in m/41 tra il 1941 e il 1943. La manetta di armamento veniva curvata verso il basso così che il mirino montato sopra il castello non interferisse con l'azionamento dell'otturatore e della sicura.

## Servizio nelSuomen Armeija

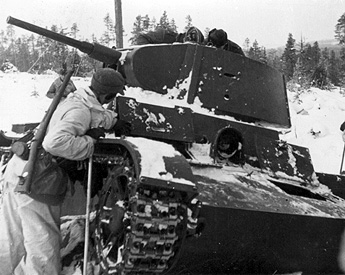
Soldati svedesi vicino a un carro russo distrutto in Finlandia. Il soldato sullo sfondo è armato di m/94

Nel 1939 un numero ignoto, ma sicuramente piuttosto alto, di fucili m/1806 in calibro 6,5 × 55 mm furono consegnati all'esercito finlandese e impiegati durante la Guerra d'Inverno (1939-1940) e la Guerra di continuazione (1941-1944) contro l'Unione Sovietica. Questi fucili usati dai finlandesi sono riconoscibili per la marcatura SA (Suomen Armeija) incastonata in un rettangolo con angoli arrotondati. Molti di questi fucili furono riconsegnati alla Svezia alla fine delle ostilità, ma un certo numero rimasero in Finlandia.

## Fine del servizio
Tutti i fucili e le carabine (m/1894, m/1896 e m/1938) furono gradualmente messi da parte a partire dagli anni '50, anche se le varianti di precisione rimasero in servizio fino agli inizi degli anni '80. Alla fine degli anni '40, i fucili bolt-action cominciarono a essere sostituiti dal semiautomatico Ag m/42 e poi, a partire dagli anni '60, dal più moderno fucile da battaglia Ak 4. Solo alcuni reparti di retroguardia mantennero in servizio gli m/1896 fino al 1983. L'ultima unità a impiegare l'arma, nella variante di precisione m/1941B, fu la Hemvärnet (guardia nazionale) che rimpiazzò l'arma nel 1995 con il fucile Ak 4OR equipaggiato di ottica telescopica Hensoldt 4 × 24. Solo la Guardia Reale usa ancora gli m/1894 nelle parate e in funzione esclusivamente cerimoniale.

## Versioni civili
I fucili m/86 e m/39 sono molto ricercati tra collezionisti e cacciatori. La munizione 6,5 × 55 mm S si comporta infatti egregiamente nella caccia, grazie alla traiettoria tesa, il basso rinculo e l'alta precisione. In Australia, Nuova Zelanda, Canada, Stati Uniti, Sudafrica e Regno Unito molti fucili svedesi sono stati alterati per migliorarne le performance (prevalentemente si assiste ad un accorciamento della calciature per rendere l'arma più leggera) e alcuni produttori (SAKO, Ruger e Winchester sono solo alcuni) hanno perfino iniziato a costruire ex-novo armi camerate per la munizione svedese.
Molti m/94 furono convertiti direttamente dalla Carl Gustafs e dalla Norma dopo la guerra nel fucile da competizione CG 63, disponibile sia in calibro originale che nel più moderno e diffuso 7,62 × 51 mm NATO. L'esercito svedese ha usato questo fucile con le denominazione alternativa Gevär 6 e sono rinomati per la loro eccellente precisione. L'FSR (Frivilliga Skytterörelsen 'associazione per tiratori volontari') usa ancora questi fucili e per permettere una competizione equa vieta l'uso di fucili altamente specializzati e munizionamento pensato appositamente per aumentare la precisione delle armi.
I CG 63 presentavano una canna leggera e flottante, il tutto montato all'interno di una calciatura più ergonomica. Le mire metalliche originali vengono sostituite da una più semplice e immediata diottra. Gli sviluppi seguenti portarono alla nascita delle varianti CG 73, CG 74 e CG 80.
La Husqvarna ha prodotto anche alcuni esemplari di m/84 e m/86 in variante sportiva denominate m/46A, m/46AN e m/46B camerate rispettivamente in 6,5 × 55 mm S, 9,3 × 57 mm e 9,3 × 62 mm. Dopo la guerra le azioni dei fucili m/96 e m/38 vennero impiegate per la produzione del Model 640 nelle sue varianti m/646 (6,5 × 55 mm) m/648 (7,92 × 57 mm) e m/649 (9,3 × 62 mm).

## Utilizzatori
- Svezia
- Finlandia[12]
- Paesi Bassi[14]
- Danimarca[15]
- Norvegia[16]

## Galleria d'immagini

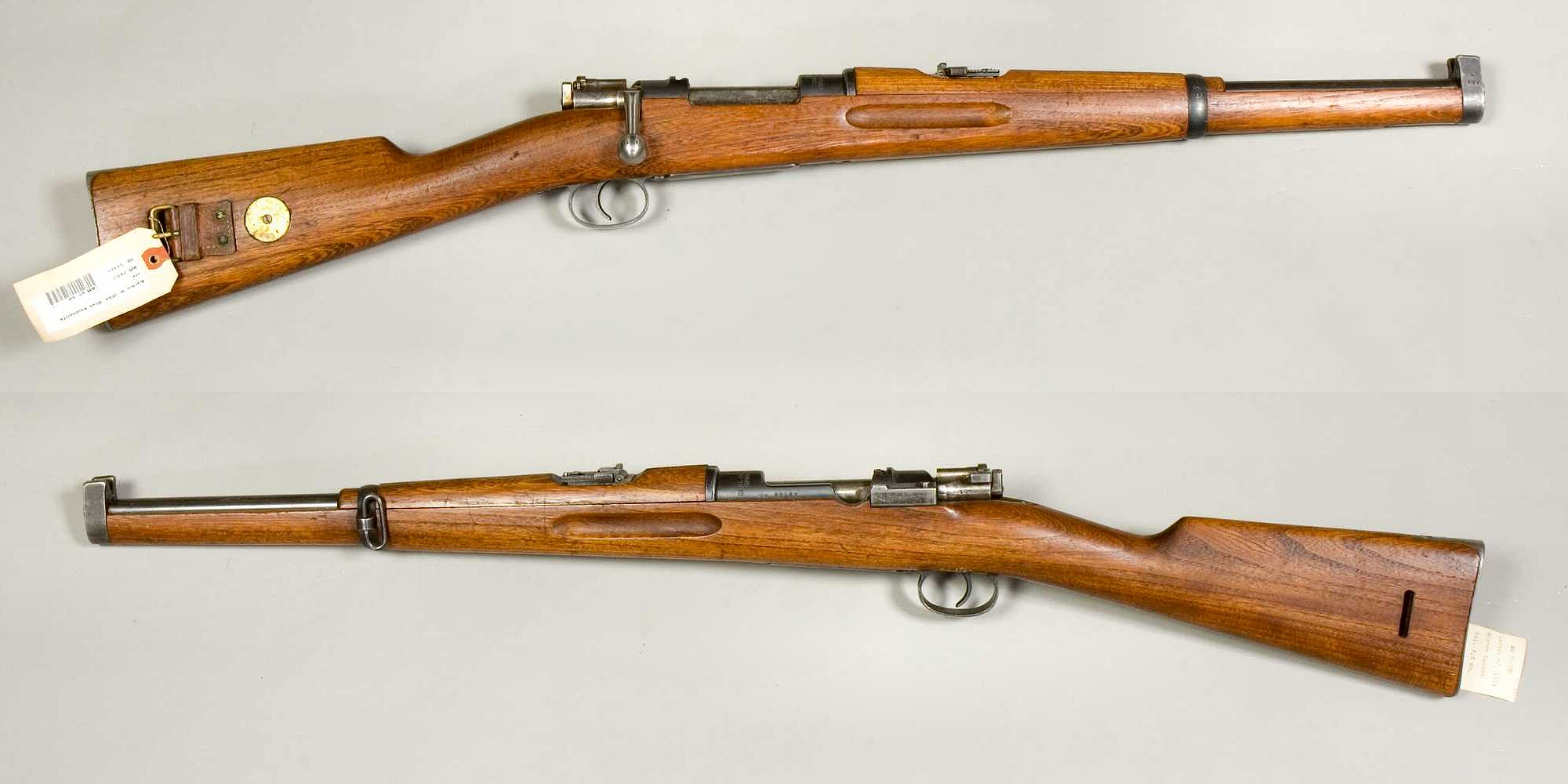
m/94
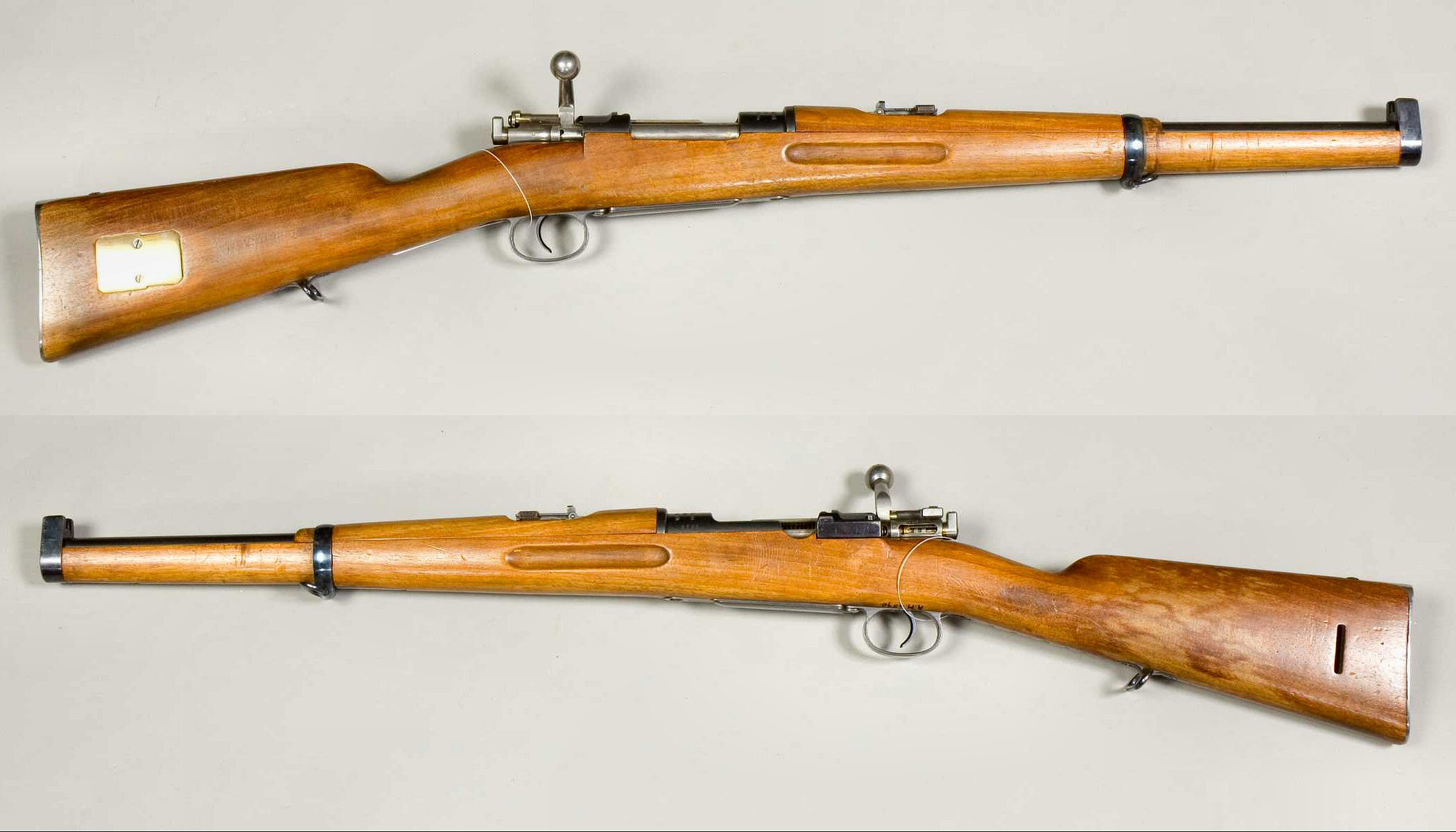
m/94-96
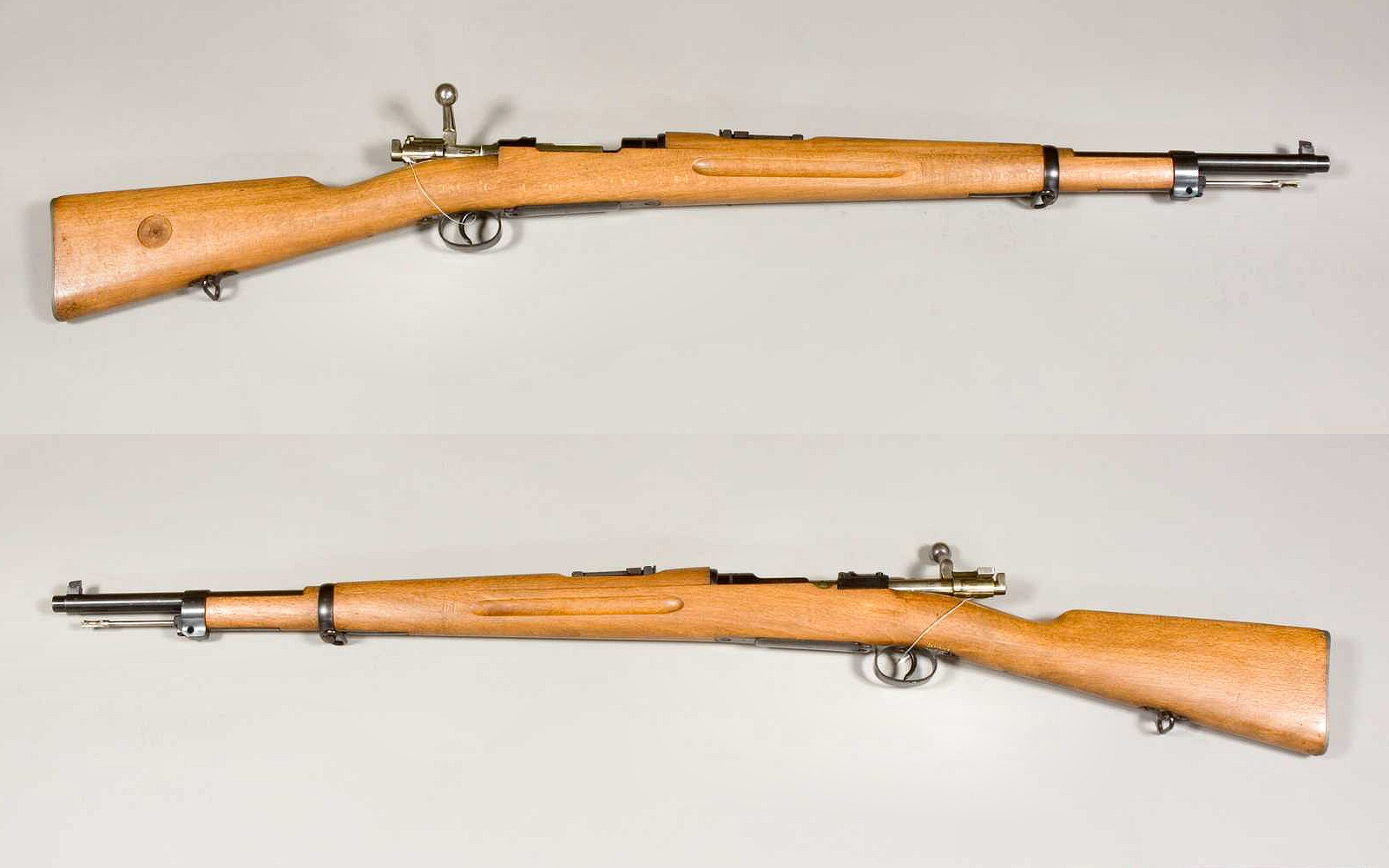
m/38 (tipo II)
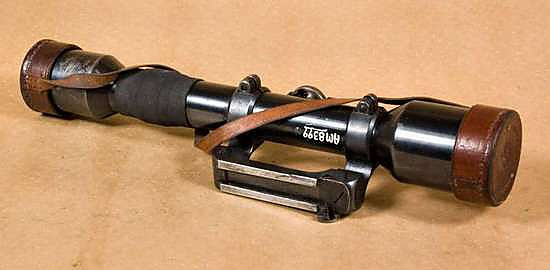
ZF Ajack m/41 4 × 90
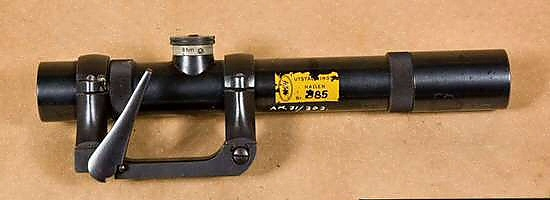
AGA m/1944 3 × 65
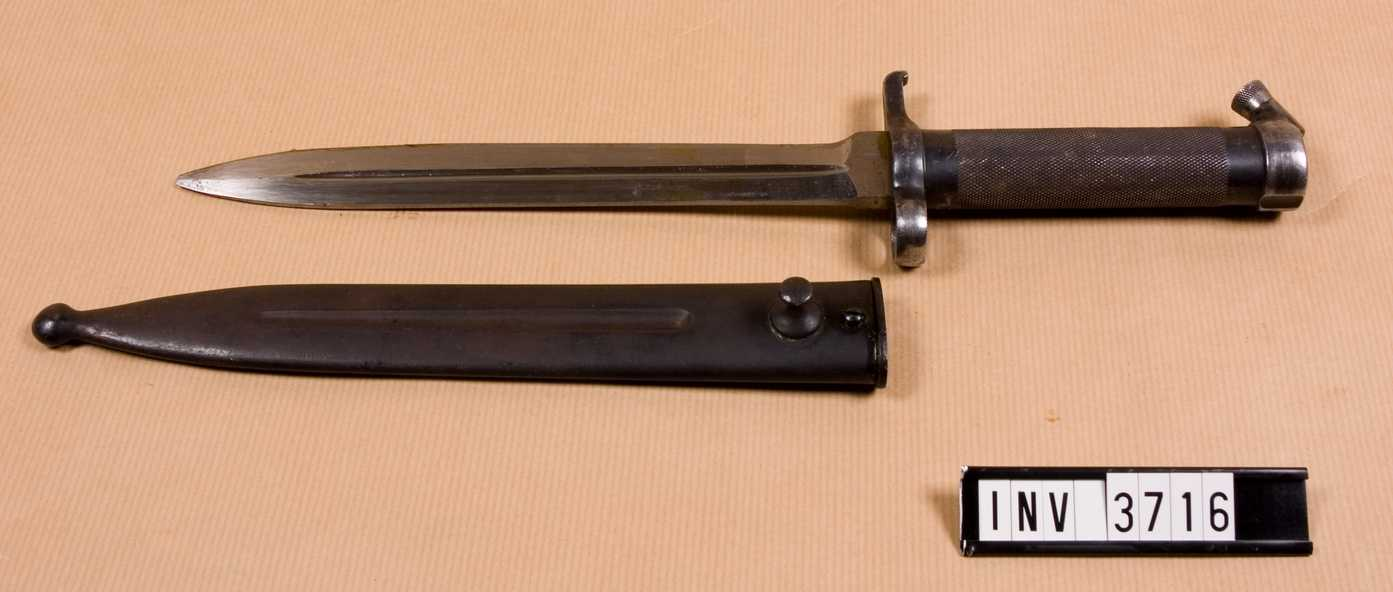
Baionetta m/1896
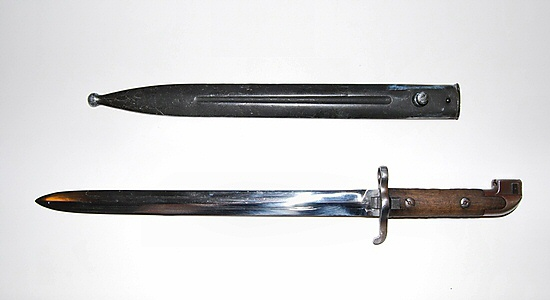
Baionetta m/1914
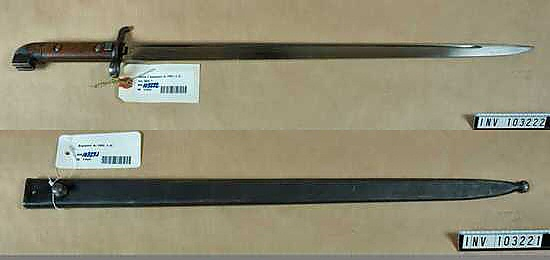
Baionetta m/1915
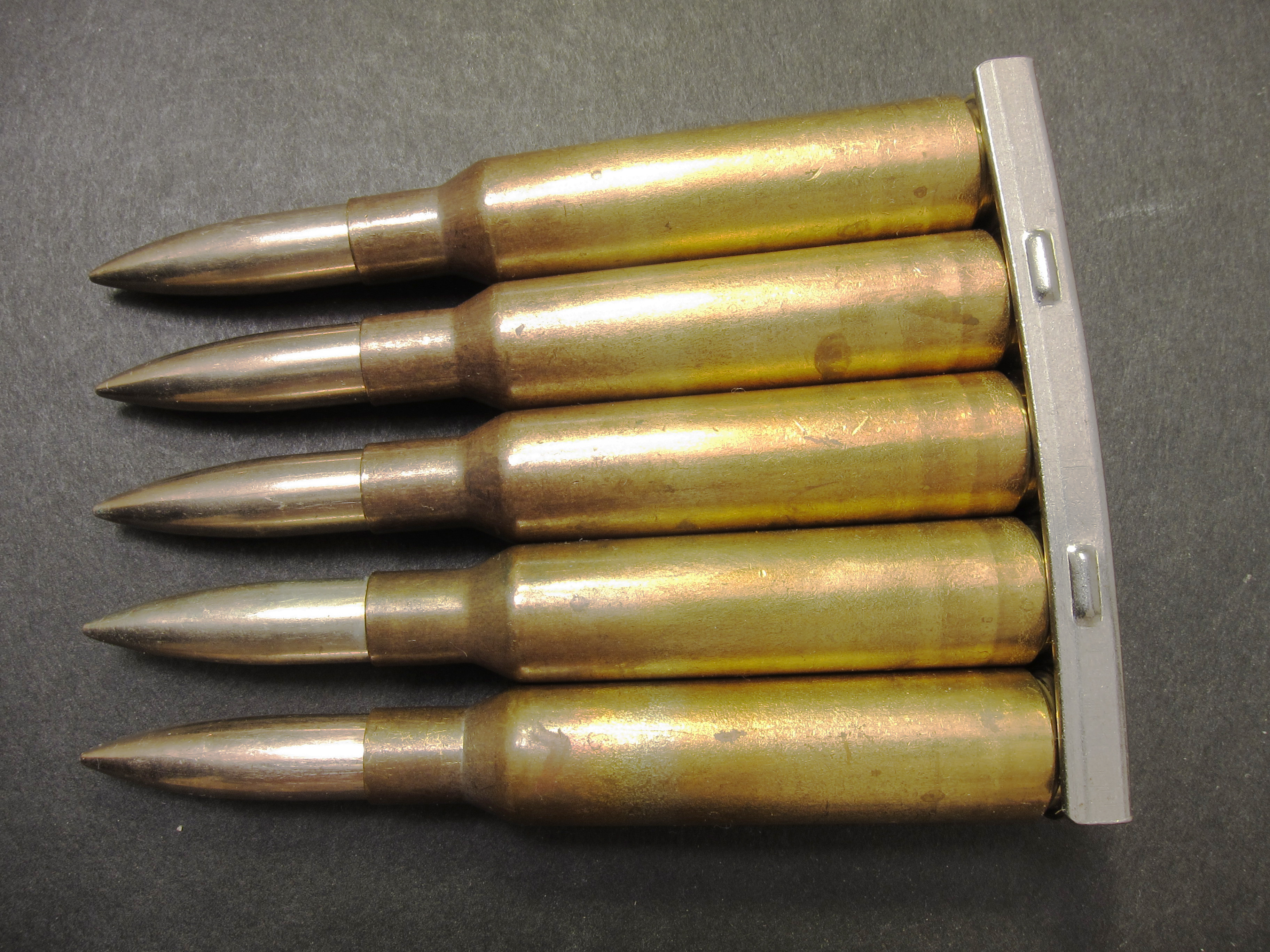
Stripper clip per la munizione 6,5 × 55 mm R
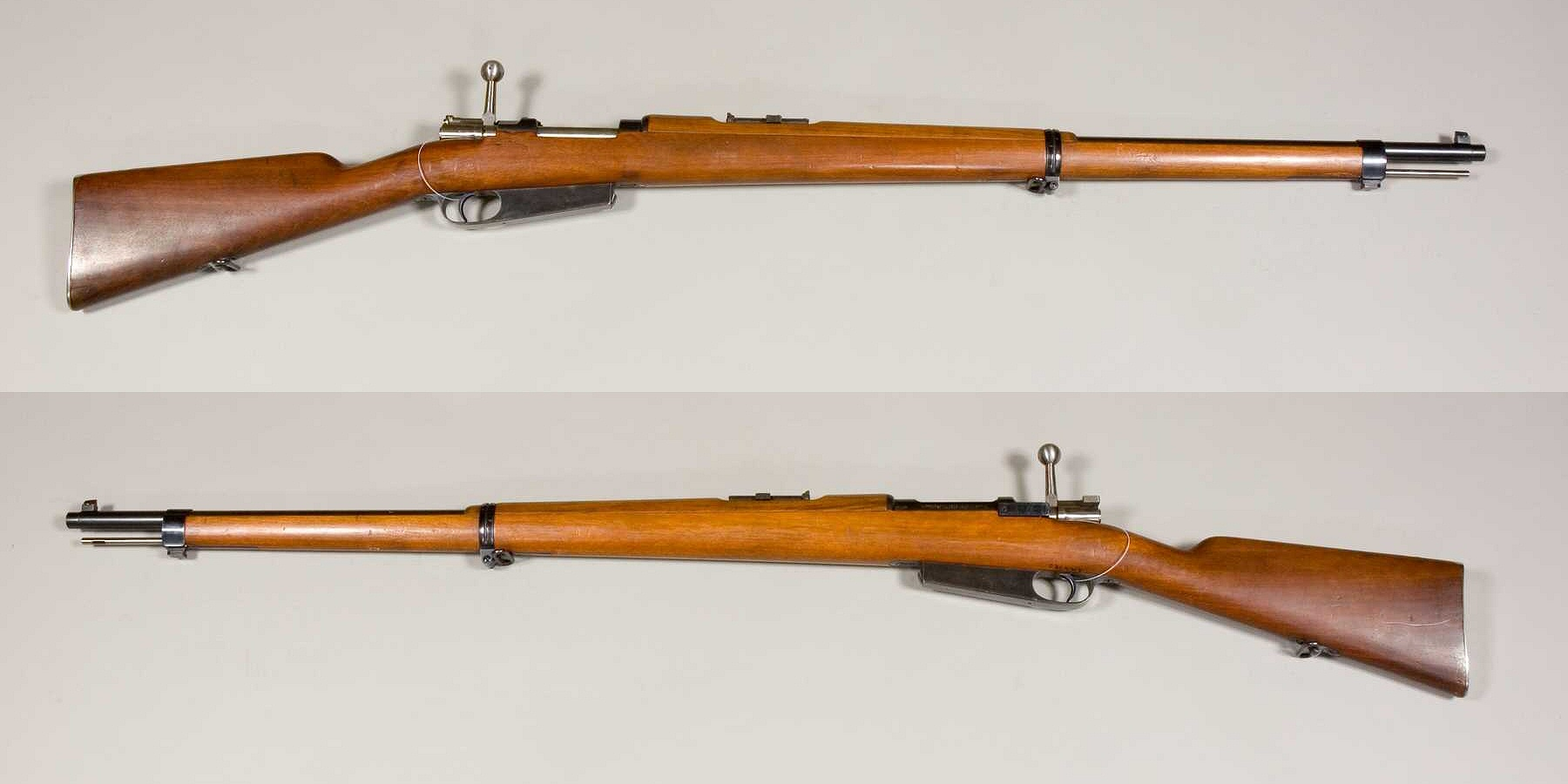
Un Mauser 7,92 × 58 mm R, predecessore del m/94 (test del 1892)